# II-18/12
II-18/12  — одна из типовых серий блочных жилых домов, разработанная проектным институтом МНИИТЭП. Годы строительства: в Москве - с 1965 по 1973 годы; в остальных городах - с 1967 до конца 1970-х. Одна из самых распространенных серий в Москве.

## Описание
Данная серия является усовершенствованной модификацией серии II-18/9 с увеличенным количеством этажей до 12. В связи с увеличением этажности в каждом подъезде появился второй пассажирский лифт. Двери лифтов были перемещены с межэтажных площадок на лестничные площадки этажей, что значительно улучшило доступность лифтов. Загрузочные клапаны мусоропроводов остались на межэтажных площадках. 
По сравнению с предшественницей произошли изменения в планировке: три двухкомнатные квартиры площадью 37 кв.м. были переделаны в двухкомнатную квартиру площадью 47 кв. м и трёхкомнатную квартиру площадью 64 кв. м за счет выполнения проёма в несущей стене, которая раньше являлась межквартирной. Безусловно, появление более просторных квартир следует отнести к достоинствам данной модификации. Иногда проводились более кардинальные изменения в планировках с выделением четырёхкомнатных квартир без изменения расположения несущих конструкций здания, однако, их нельзя отнести к серийным вариантам. К другим положительным изменениям планировки в данной серии можно отнести практически полное отсутствие проходных комнат, а также появление просторных кухонь во всех однокомнатных и трехкомнатных квартирах. Значительные изменения коснулись и санузлов. В двух- и трехкомнатных квартирах появились раздельные санузлы взамен совмещённых. Также во всех санузлах стали устанавливать ванны длиной 150 см вместо сидячих ванн 120 см из предыдущей серий. На всех балконах выше 4 этажа появились пожарные лестницы.
Чаще всего серия строилась в башенном одноподъездном исполнении, но встречаются также двухсекционные и даже трёхсекционные варианты. В двухсекционных вариантах можно встретить угловые двухкомнатные квартиры с шестиметровыми лоджиями, а также однокомнатные квартиры нестандартной площади от 32 до 42 кв. м.
В конструктивных аспектах данная серия мало чем отличается от предыдущей. Несущими в здании являются поперечные внутренние и наружные торцевые стены с шестиметровым шагом, выполненные из керамзитобетонных блоков толщиной в 400 мм, на которые опираются сборные железобетонные многопустотные плиты толщиной 220 мм. В торцевых квартирах также расположены сборные железобетонные панели-диафрагмы жёсткости толщиной 140 мм, которые воспринимают горизонтальную нагрузку от торцевых наружных стен. Межкомнатные перегородки выполнены из гипсобетонных прокатных панелей толщиной 80 мм. Межквартирные перегородки выполнены из таких же сдвоенных панелей с воздушным зазором между ними в 40 мм для лучшей звукоизоляции квартир. Иногда фасады данной серии облицованы керамической плиткой «под кирпич». Также можно встретить данную серию с применением в несущих стенах не керамзитобетонных блоков, а керамического кирпича на цементно-песчаном растворе.
Конструктивным достоинством серии является практически полное отсутствие несущих стен внутри квартир, что позволяет производить значительную перепланировку под нужды собственника. Главным же недостатком данной серии, как и её предшественницы, является недостаточная теплоизоляция наружных стен. Из-за этого происходит частое промерзание наружных стен, конденсация влаги на внутренних поверхностях и, как следствие, появление плесени и грибка. Особенно уязвимыми в этом плане являются угловые комнаты здания. В этих комнатах при строительстве иногда даже предусматривали установку дополнительного радиатора, чтобы не допускать промерзания углов. В связи с этим в настоящее время[когда?] в Москве в 90 % домов этой серии сделали капитальный ремонт с утеплением наружных стен

## Основные характеристики
| Количество секций (подъездов) | 1, иногда 2 или 3                                                          |
| Этажность                     | 12                                                                         |
| Высота потолков               | 2.50                                                                       |
| Лифты                         | 2 пассажирских                                                             |
| Балконы                       | во всех квартирах выше 2-го этажа и в некоторых квартирах на 2-м этаже     |
| Количество квартир на этаже   | 7 (3 в левом крыле, 4 в правом), иногда 8 (по 4 с каждой стороны)          |
| Перспектива сноса             | сносу не подлежит, перспектива массового ремонта идёт с середины 2000 года |

## Площади квартир
| Комнатность          | Общая, м² | Жилая, м² | Кухня, м² |
| 1-комнатная квартира | 35        | 20        | 9,7       |
| 2-комнатная квартира | 37-47     | 24-32     | 5,8-9,5   |
| 3-комнатная квартира | 64        | 44        | 9         |

## Строительные конструкции
| Санузлы                     | В 1-комнатных квартирах — совмещенные, в 2- и 3-комнатных — раздельные                                                                 |
| Лестницы                    | Сборные железобетонные без общего противопожарного балкона                                                                             |
| Мусоропровод                | С загрузочным клапаном на межэтажной площадке                                                                                          |
| Вентиляция                  | Естественная вытяжная в кухне и в сантехкабине (санузле)                                                                               |
| Наружные стены              | Керамзитобетонные блоки толщиной 40 см                                                                                                 |
| Внутренние стены            | Керамзитобетонные блоки толщиной 40 см, в торцах здания имеются диафрагмы жесткости из сборных железобетонных панелей толщиной 140 мм. |
| Межквартирные перегородки   | Сдвоенные гипсобетонные панели с воздушным зазором, общая толщина 20 см.                                                               |
| Межкомнатные перегородки    | Гипсобетонные панели толщиной 8 см. |
| Междуэтажные перекрытия     | Сборные железобетонные многопустотные плиты толщиной 22 см с опиранием на внутренние несущие стены и наружные торцевые                 |
| Несущие и самонесущие стены | Все наружные и внутренние поперечные стены толщиной 40 см, торцевые диафрагмы жесткости                                                |
| Тип кровли                  | Плоская рулонная |

## Фотоматериалы
- Дом серии в районе Фили-Давыдково
- Дом серии II-18/12 после капитального ремонта на улице Красных Зорь
- Двухподъездный дом серии II-18/12 по адресу Уральская улица, 1
- Двухподъездный дом серии II-18/12 по адресу Уральская улица, 1
- Двухподъездный II-18.12 после капитального ремонта. Уральская улица, 13